# Grace Fulton
Grace Caroline Fulton (Indianápolis, Indiana, 17 de julio de 1996) es una actriz y bailarina estadounidense. Es más conocida por interpretar a una joven Melinda Gordon en Ghost Whisperer, a Haley Farrell en Bones y a la versión joven de Natalie Wood en The Mystery of Natalie Wood. También interpretó al personaje de Sydney Briggs en Home of the Brave. Protagonizó la película de televisión Back When We Were Grownups, interpretando a Young Biddy. En 2017 apareció en la película Annabelle 2: La creación y trabajó de nuevo con el mismo director interpretando a Mary Bromfield en la película de superhéroes Shazam!, de 2019.

## Vida personal
Su hermano mayor es el actor Soren Fulton. Su tía era la actriz Joan Shawlee, recordada como Sweet Sue en Some Like It Hot.
Durante un tiempo entrenó para convertirse en una bailarina profesional. En 2011 pasó un entrenamiento de verano en la Royal Ballet School de Londres. Luego, retomando su carrera en el cine, Grace asistió al RADA's Summer Intensive en la Real Academia de Arte Dramático de 2014.

## Filmografía

### Cine
| Año  | Título                   | Papel                      | Notas        |
| ---- | ------------------------ | -------------------------- | ------------ |
| 2007 | Badland                  | Celina Rice                |              |
| 2014 | Journey to Abaddon       | Willow                     | Cortometraje |
| 2017 | Painted Horses           | Paige                      |              |
| 2017 | Annabelle: Creation      | Carol                      |              |
| 2018 | Vampire Dad              | Susie                      |              |
| 2019 | Shazam!                  | Mary Bromfield             |              |
| 2022 | Fall                     | Becky Connor               |              |
| 2023 | Shazam! Fury of the Gods | Mary Bromfield/Mary Marvel |              |

### Televisión
| Año       | Título                      | Papel                 | Notas                                          |
| --------- | --------------------------- | --------------------- | ---------------------------------------------- |
| 2001      | That's Life                 | Lydia de 4 años       | Episodio: "Banister Head"                      |
| 2001      | JAG                         | Katelyn Maat          | Episodio: "Redemption"                         |
| 2002      | Home of the Brave           | Sydney Briggs         | Película para televisión                       |
| 2004      | El Misterio de Natalie Wood | Joven Natalie Wood    | Película para televisión                       |
| 2004      | Back When We Were Grownups  | Joven Biddy           | Película para televisión                       |
| 2005-2007 | Ghost Whisperer             | Joven Melinda Gordon  | Personaje recurrente                           |
| 2006      | Bones                       | Haley Farrel          | Episodio: "The Girl with the Curl"             |
| 2008      | Our First Christmas         | Lily                  | Película para televisión                       |
| 2012-2013 | Revenge                     | Joven Victoria Harper | Episodios: "Lineage", "Masquerade", "Identity" |
| 2016      | Awkward                     | Boots                 | Episodio: "Misadventures in Babysitting"       |
| 2017      | Elliott's To Do List        | Elliott               | Cortometraje                                   |